# Sadova, Suceava
Sadova là một xã thuộc hạt Suceava, România. Dân số thời điểm năm 2002 là 2489 người.